# IG Bergbau, Chemie, Energie

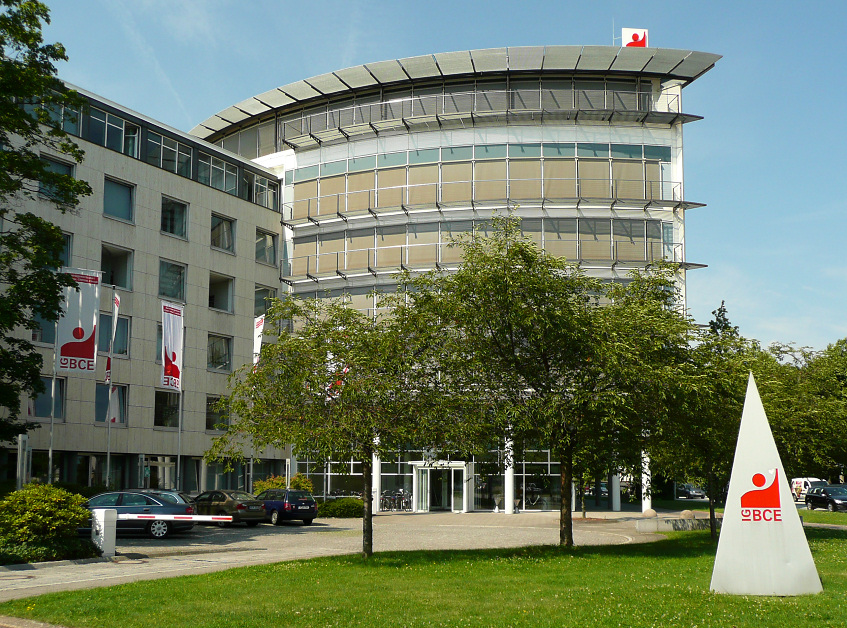
Siedziba związku w Hanowerze

Industriegewerkschaft Bergbau, Chemie, Energie (IG Bergbau, Chemie, Energie; IG BCE; pol. Przemysłowy Związek Zawodowy Górnictwo, Chemia, Energia) – niemiecki związek zawodowy powstały w roku 1997 w wyniku fuzji związków: IG Bergbau und Energie, IG Chemie, Papier, Keramik oraz Gewerkschaft Leder. Siedziba związku mieści się w Hanowerze.
IG BCE jest jedną z ośmiu organizacji członkowskich federacji DGB.
Zgodnie ze statutem związek reprezentuje zrzeszonych w nim pracowników, którzy zatrudnieni są w następujących przemysłach: górnictwie węgla brunatnego, chemicznym, gazowym, szklanym, górnictwie soli potasowych i pozostałym niewęglowym, gumowym, ceramicznym, tworzyw sztucznych, skórzanym, naftowym, papierniczym, rekultywacji i unieszkodliwiania odpadów, górnictwie węgla kamiennego oraz w gospodarce wodnej.
Przewodniczącym związku od początku jego istnienia do 2009 był Hubertus Schmoldt, który wcześniej pełnił funkcję przewodniczącego IG Chemie, Papier, Keramik. Od 2009 przewodniczącym jest Michael Vassiliadis.